# سمگنگوو
سمگنگوو (به صربی: Semegnjevo) یک منطقهٔ مسکونی در صربستان است که در چایتینا واقع شده‌است. سمگنگوو ۵۹٫۵۴ کیلومتر مربع مساحت و ۱۸۳ نفر جمعیت دارد و ۹۲۲ متر بالاتر از سطح دریا واقع شده‌است.